# Comté de Crawford (Géorgie)
Pour les articles homonymes, voir Comté de Crawford.
Le comté de Crawford est un comté de Géorgie, aux États-Unis.

## Démographie
| 1830  | 1840  | 1850  | 1860  | 1870  | 1880  |
| ----- | ----- | ----- | ----- | ----- | ----- |
| 5 313 | 7 981 | 8 984 | 7 693 | 7 557 | 8 656 |

| 1890  | 1900   | 1910  | 1920  | 1930  | 1940  |
| ----- | ------ | ----- | ----- | ----- | ----- |
| 9 315 | 10 368 | 8 310 | 8 893 | 7 020 | 7 128 |

| 1950  | 1960  | 1970  | 1980  | 1990  | 2000   |
| ----- | ----- | ----- | ----- | ----- | ------ |
| 6 080 | 5 816 | 5 748 | 7 684 | 8 991 | 12 495 |

| 2010   | - | - | - | - | - |
| ------ | - | - | - | - | - |
| 12 630 | - | - | - | - | - |